# Stéphane Ougier
Stéphane Ougier (Tolosa, 5 ottobre 1967) è un ex rugbista a 15 e dirigente d'azienda francese, a lungo estremo del Tolosa.

## Biografia
Ougier, di professione ingegnere, trascorse tutta la sua carriera dilettantistica nel Tolosa, club con il quale, tra il 1985 e il 2001, vinse cinque titoli nazionali francesi e la prima edizione della Heineken Cup, nel 1996.
Esordiente in Nazionale nel corso della Coppa FIRA 1990-92 contro la Romania, disputò il suo secondo incontro — durante un tour — contro l'Argentina.
Successivamente scese in campo nel corso del Cinque Nazioni 1993 (che la Francia vinse) contro l'Inghilterra e, quattro anni più tardi, disputò il suo 4º e ultimo incontro internazionale, a Grenoble, in occasione della sconfitta 32-40 contro l'Italia nella finale di Coppa FIRA 1995-97.
Attualmente è direttore dello sviluppo aeronautico e spaziale della società francese d'ingegneria Akka Technologies, che ha sede a Colomiers.

## Palmarès
- Campionati francesi: 5
Tolosa: 1993-94 1994-95 1995-96, 1996-97, 2000-01
- Coppe di Francia: 3
Tolosa: 1992-93, 1994-95, 1997-98
- Heineken Cup: 1
Tolosa: 1995-96